# (17597) Stefanzweig
(17597) Stefanzweig (1995 EK8) – planetoida z pasa głównego asteroid okrążająca Słońce w ciągu 3,77 lat w średniej odległości 2,42 j.a. Odkryta 4 marca 1995 roku.